# Curumaní
Curumaní – miasto w Kolumbii, w departamencie Cesar.